# Mogno
Mogno est un village situé dans le Val Maggia, canton du Tessin, en Suisse. Il fait partie de la commune de Lavizzara depuis 2004, et précédemment de la commune de Fusio, avant sa fusion avec les communes voisines.

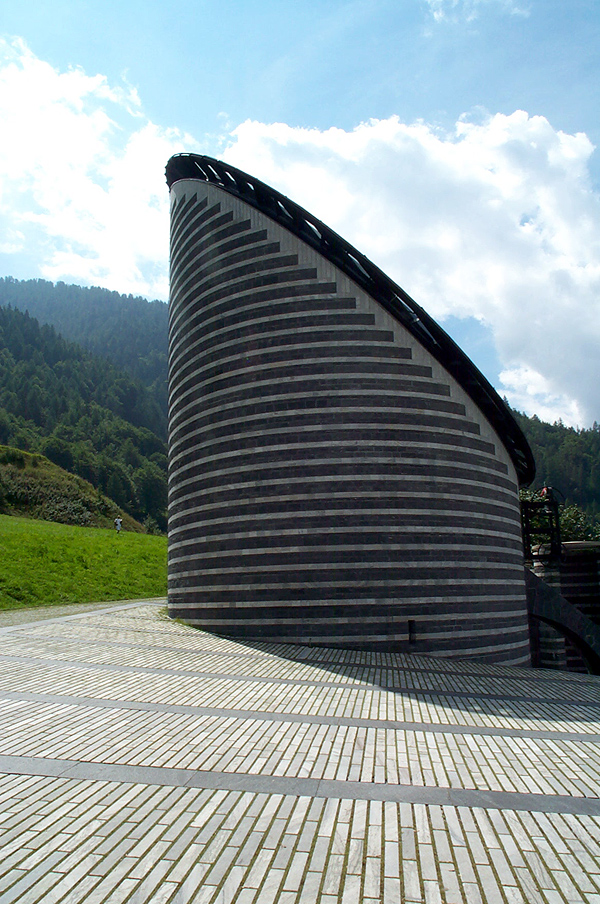
L'église Saint Jean-Baptiste de Botta

Mogno est principalement connue pour son église Saint Jean-Baptiste, construite entre 1994 et 1996 par l'architecte tessinois Mario Botta, sur le site de l'ancienne église détruite par une avalanche en 1986. Le village abrite également un moulin à eau.

## Ski alpin
Le village possède un téléski qui permet la pratique du ski alpin. Il dessert une pente nord-ouest à une altitude comprise entre 1 190 et 1 260 m.